# 汇津坊
汇津坊，又称馬涌鄉、馬涌村，是廣州河南馬涌北岸的一个村社，分東、西兩個約。得名於側根的合流津。鄉南邊有馬涌橋通往瑤頭分水社。清朝光緒年間，这里发生了水浸，当时的鄉長是黎澤英。